# 王述善
王述善（？—？），號瞻斗，山东登州府登州卫军籍，招远县人。明朝政治人物。

## 生平
天啓元年（1621年）辛酉科山东鄉試舉人，二年（1622年）联捷壬戌科進士。通政司观政，三年四月授杭州府教授，寻丁母忧。六年补顺天府教授，本年升国子监博士，七年升南刑部河南司主事，崇祯二年已已升郎中，告病。

## 家族
祖父王言，嘉靖辛丑科进士。父王汝教，母吴氏，封孺人，夫亡，子继善、述善皆幼，氏抚育二子入学，次子述善中进士后向朝廷请求封赠，遂被赐予贞洁，并建坊旌表。